# Ehalkivi

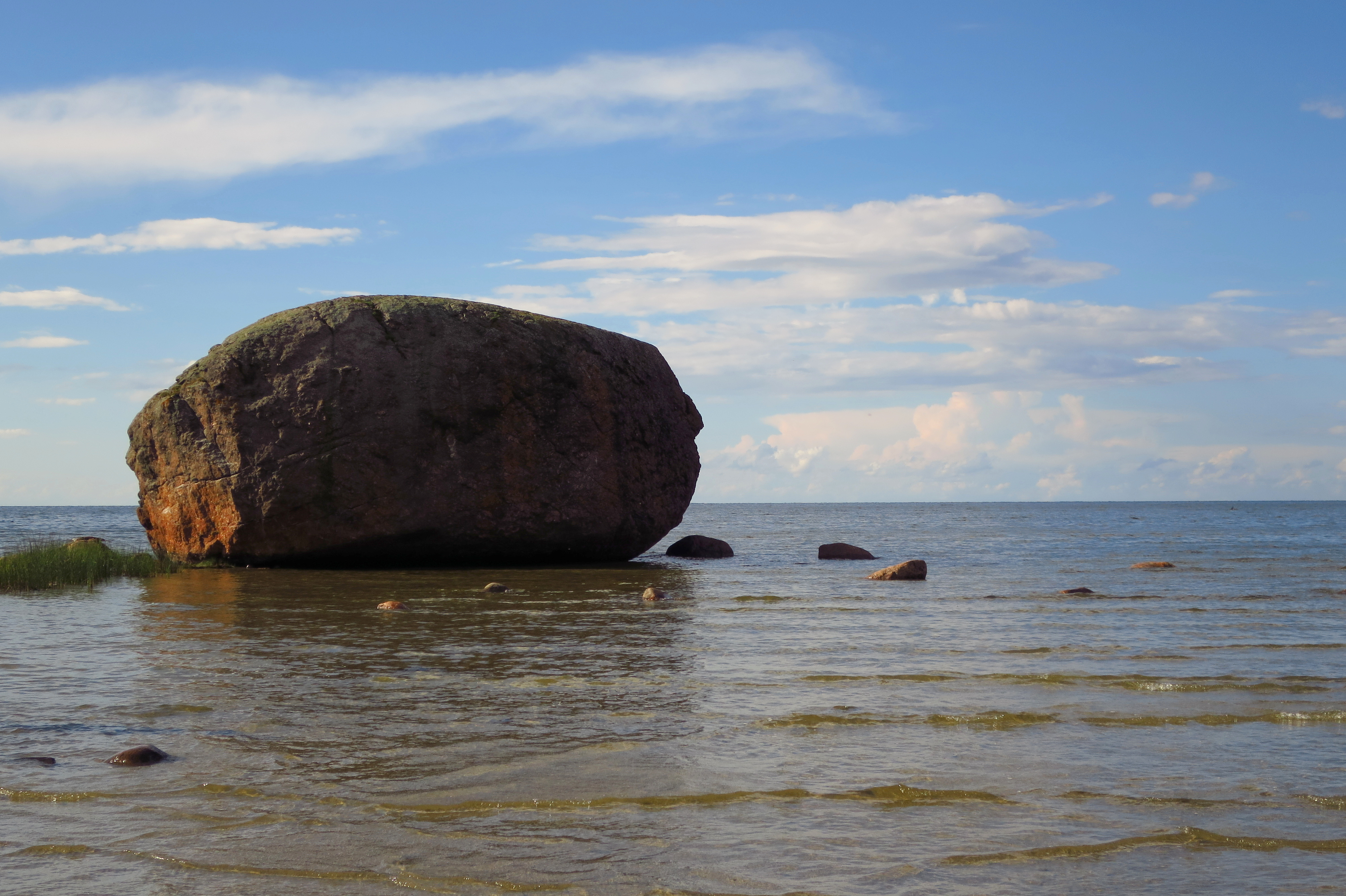
La roca terrestre més gran d'Estònia, l'Ehalkivi, està formada per pegmatita.

L'Ehalkivi (anomenada també Letipea Suurkivi, Ehakivi, Linnukivi, Veljeste kivi) és la roca més gran d'Estònia. Es troba al municipi de Viru-Nigula, comtat de Lääne-Viru, a prop de Kunda, en una platja de sorra en aigua de mar poc profunda a la punta del cap Letipea.
El bloc té forma d'ou lleugerament irregular, i presenta esquerdes. Normalment, la base de la roca està parcialment submergida. Quan el nivell de l'aigua supera els 20 cm, l'aigua l'envolta completament; en canvi, si està per sota dels 10 cm, la banda sud de la pedra es manté fora de l'aigua.
Durant segles va servir com a referència visual per als mariners. L'Ehalkivi va rebre aquest nom pel fet que el sol ponent quedava just a sobre quan es veia des de les granges de pesca. Segons una altra versió, les noies i els nois del poble es reunien en aquesta pedra per anar-hi a festejar.
Segons la llegenda, Ehakivi és la pedra llançadora de l'heroi Kalevipoeg, dotat d'una força sobrehumana. Kalevipoeg va voler llançar-la per la finestra de Malla Manor, però la pedra es va desviar i va caure abans. Es diu que la segona pedra va caure en algun lloc a prop de la Mansió Malla. Segons una llegenda, l'antic pagà Malla va mantenir una baralla amb el propietari i va llançar una pedra a Finlàndia amb tot el cor. Tanmateix, no va poder llançar-la fins tan enllà i la pedra va caure al cap Letipea.
El bloc té un valor científic i paisatgístic, perquè és un dels blocs de la glaciació continental més grans de la zona pel que fa al volum de la seva part aèria. Es troba sota protecció de l'estat com a objecte individual, catalogat com a reserva natural des de 1937 i roman dins el territori de l'Àrea de Conservació del Paisatge de Letipea.

## Dimensions

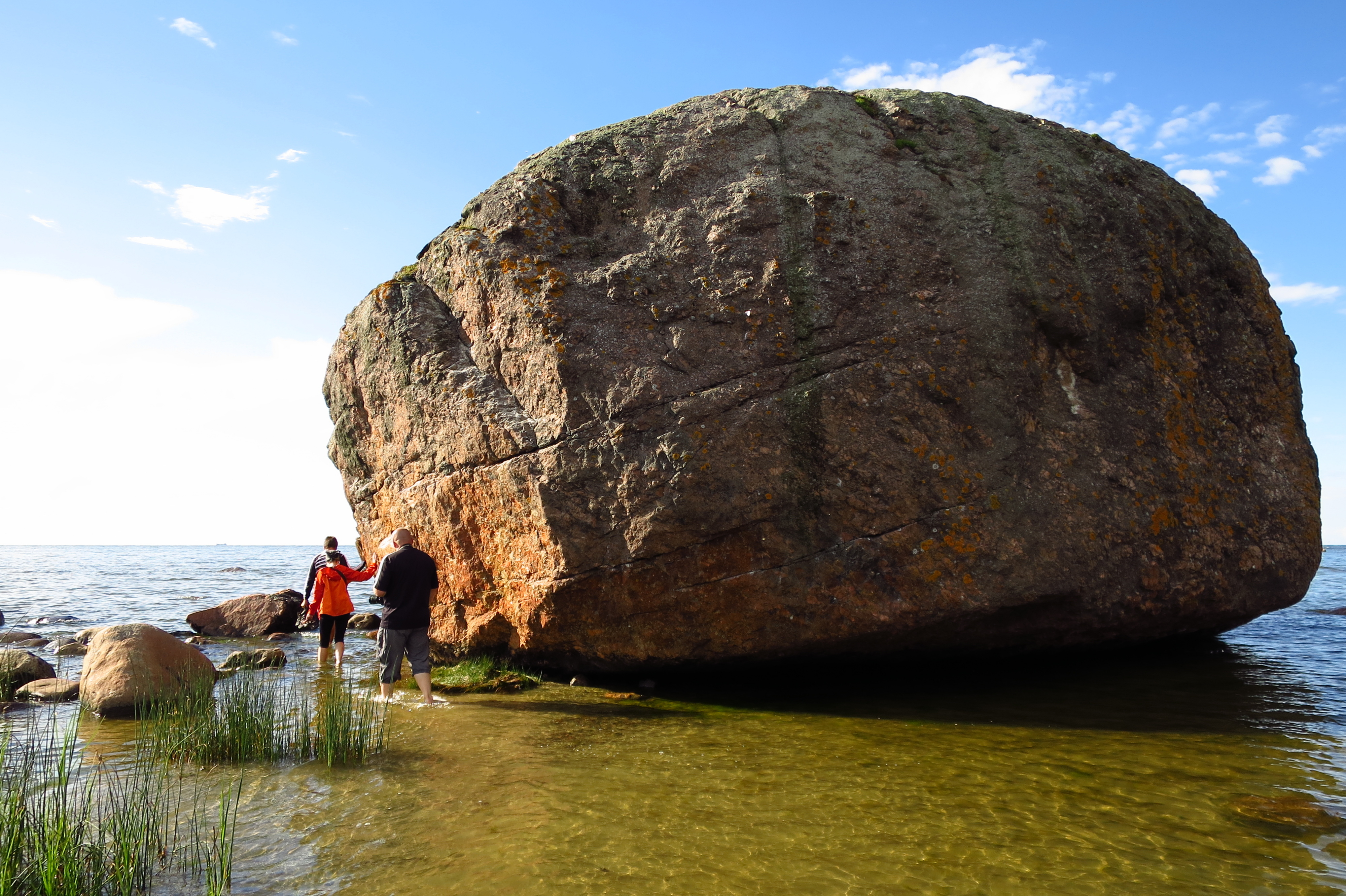
L'Ehalkivi, en una imatge de 2016

- volum de la part aèria 930 m3
- longitud 16,5 m
- amplada 14,3 m
- circumferència 49,6 m
- alçada 7,6 m
- pes aproximat de 2500 tones